# Монторио ал Вомано
Монторио ал Вомано (итал. Montorio al Vomano) је насеље у Италији у округу Терамо, региону Абруцо.
Према процени из 2011. у насељу је живело 5107 становника. Насеље се налази на надморској висини од 248 м.

## Становништво
Према резултатима пописа становништва 2011. у општини је живело 8.201 становника.
| 1931. | 1936. | 1951. | 1961. | 1971. | 1981. | 1991. | 2001. | 2011. |
| ----- | ----- | ----- | ----- | ----- | ----- | ----- | ----- | ----- |
| 7.819 | 8.102 | 9.081 | 8.650 | 8.708 | 9.063 | 8.918 | 8.048 | 8.201 |

## Партнерски градови
- Априлија
- Аматриче